# Etropus intermedius
Etropus intermedius är en fiskart som beskrevs av Norman, 1933. Etropus intermedius ingår i släktet Etropus och familjen Paralichthyidae. Inga underarter finns listade i Catalogue of Life.